# Libellensommer
Libellensommer ist ein Roman von Antje Babendererde, der 2006 beim Arena Verlag erschien. Das Buch, eine Liebesgeschichte, behandelt eine Vielfalt von Themen heranwachsender Jugendlicher: Internetbekanntschaften und -liebschaften, die ersten Liebe, die Loslösung vom Elternhaus, Erfahrungen mit fremden Lebenswelten und Probleme, die sich aus Vorurteilen gegenüber Angehörigen fremder Kulturen ergeben.
Der Buchtitel bezieht sich auf eine Libellenphobie der Protagonistin, die sich im Laufe des Sommers und in engem Kontakt mit der Natur verliert.

## Figuren und Erzählperspektive
Hauptfiguren des Romans sind die 15-jährige Kanadierin Jodie Thomson, der ein Jahr ältere Cree-Indianer Jay Muskalunge und eine 52-jährige Frau, die mit einem Mann aus dem Indianercamp zusammenlebt.
Erzählt wird das Buch aus der Ich-Perspektive der Protagonistin Jodie, deren Gefühle und Ansichten durch die vielen inneren Monologe dem Leser nahegebracht werden.

## Inhalt
Die 15-jährige Jodie Thomson ist wegen familiärer Probleme – der Vater hat den Arbeitsplatz verloren und wegen der ständig streitenden Mutter die Familie verlassen – von zu Hause weggelaufen. Per Anhalter will sie zu ihrem Internetfreund und lernt auf der Fahrt viele unterschiedliche Leute kennen. An einer Tankstelle begegnet sie einem jungen native American, der sie so böse anguckt, dass sie beschließt, mit einem Truckfahrer weiterzufahren. Dass das überhaupt keine weise Entscheidung war, bemerkt Jodie erst, als der Truckfahrer sie in einer verlassenen Gegend belästigen will. Jodie gelingt es, in die Wildnis zu fliehen, und rennt dort dem jungen native American von der Tankstelle in die Arme. Dieser nimmt sie nur widerwillig mit sich.
Kurz darauf wird der native American – Jay Muskalunge – von einem Bären angegriffen, und Jodie verletzt sich am Knöchel, was es ihr sehr schwer macht weiterzulaufen. Nach einer langen Fahrt in einem Kanu kommen Jay und Jodie in dem Indigenen-Camp von Jays Stamm an. Dort wird sie als Weiße von den Indigenen unfreundlich aufgenommen. Allerdings sehen sich die Indigenen aufgrund von Jodies verletztem Knöchel gezwungen, sie bei sich zu behalten. Jodie freundet sich mit Althea, der einzigen Frau im Camp, an und hilft ihr beim Kochen. Schon auf der Anreise fing Jodie an, Gefühle für Jay zu entwickeln. Nun kommen sich beide bei gemeinsamer Beerensuche und Fischen immer näher. Jay begreift, was er für Jodie empfindet, als sie ihn in der schweren Zeit, nachdem sein Bruder gestorben ist, tröstet.
Bei einem schweren Gewitter fängt das Camp Feuer. Die Einwohner bringen sich und erstaunlicherweise eine Menge Benzinkanister in Sicherheit. Die beiden Verliebten machen darauf wieder einen Ausflug, und Jay zeigt Jodie ein Holzfällercamp. Jay erklärt, dass der Wald den Cree-native-Americans gehöre und dass die Abholzung gegen deren Rechte verstoße. Jetzt löst sich das Rätsel der Benzinkanister: Die Indigenen planen einen Brandanschlag auf das Lager der Holzfäller.
Um Jodie nicht den Gefahren dieses Attentats auszusetzen, bringt Jay sie widerwillig nach Hause zurück. Beiden fällt der Abschied schwer, doch Jodie passt einfach nicht in die Wildnis und Jay nicht in die Stadt.
Jodies Eltern verstehen sich dagegen wieder gut und ihre Mutter hat einen neuen Job. Jodie vermisst ihren Freund so sehr und fragt sich, wie sie jemals ohne ihn leben soll. Nach den Ferien geht Jodie wieder in die Schule. Am Ende eines traurigen Schultags verlässt sie das Schulgebäude und sieht Jay an seinem Auto stehen und auf sie warten. Ungläubig und voller Freude läuft sie ihm in die Arme. Das Gefühl, sein Gegenstück verloren zu haben, löst sich in ihrem leidenschaftlichen Kuss in der Luft auf.

## Auszeichnungen
Libellensommer wurde 2006 mit dem Erwin Strittmatter-Sonderpreis für Kinder- und Jugendliteratur und 2007 mit dem DeLiA Literaturpreis ausgezeichnet.

## Ausgaben
- Libellensommer. Arena-Verl. 2008. ISBN 978-3-401-50019-5
- Libellensommer. Gelesen von Carla Swiderski. Audio-CD. ISBN 978-3-8337-1858-8